# Mansedumbre
Mansedumbre es la virtud que modera la ira y sus efectos desordenados. Es una forma de templanza que evita todo movimiento desordenado de resentimiento por el comportamiento de otro.

## La mansedumbre en el Nuevo Testamento (Biblia)
A diferencia de los dones del Espíritu (1 Corintios 12: 1-11), conocidos y compartidos también por la teología, el fruto del Espíritu (Gálatas 5:22-23) es una obra manifiesta del Espíritu Santo en el cristiano para buen provecho. Aparece acuñado por primera vez en una de las epístolas de San Pablo, en concreto la Epístola a los Gálatas (Gal 5:22). Allí, la mansedumbre aparece junto a las otras cualidades: Amor, Gozo, Paz, Gran Paciencia, Benignidad, Bondad, Fe y Apacibilidad. 
La mansedumbre aparece también en el Nuevo Testamento, presentada como un rasgo distintivo de la predicación de Jesús de Nazaret. Es una de las nueve bienaventuranzas del Sermón de la montaña: «Bienaventurados los MANSOS, porque ellos recibirán la tierra por heredad» (Mateo 5,5). En Mateo 11,29 se dice «Tomad sobre vosotros mi yugo, y aprended de mí, que soy manso y humilde de corazón; y hallaréis descanso para vuestras almas». Esta mansedumbre que los Evangelios atribuyen a Jesús queda finalmente ejemplificada con la aceptación de su calvario y muerte después de ser fortalecido por un ángel para que hiciera la voluntad de Dios.
Se manifiesta especialmente en la disposición a ceder sus propios derechos por amor a los demás (1.ª a los Corintios 9:18).
Mansedumbre es suavidad y benignidad en la condición o en el trato, y está libre de arrogancia o presunción. Está muy relacionada con otras virtudes, como la humildad y la apacibilidad. De modo que los mansos son enseñables y están dispuestos a aceptar disciplina de la mano de Dios, aunque por el momento pueda parecer gravosa.

## El concepto
En la teología cristiana, se define la mansedumbre como el proceso interno por medio del cual la persona vive en paz (Salmo 37:11), y se hacen cesar grandes ofensas.
La importancia de estas listas de cualidades es que el cristianismo rige sobre ellas su imagen del hombre y sobre ellas fundamenta su teología moral. Así, el cristiano ha de orientar su vida hacia la caridad, la bondad, la templanza, entre otros. En concreto la mansedumbre ha de encontrar resistencia interior por el hombre, es decir, no es una disposición natural en el mismo, por eso sólo es posible desarrollar esta cualidad a través del poder del Espíritu Santo, dado que humanamente es posible fallar. Por eso existe una lucha diaria contra la carne, para conseguir que el fruto del Espíritu siempre prevalezca. De este planteamiento se deriva la cultura cristiana como camino de santidad y de búsqueda de imitar a Jesús mientras se viva.